# 弥十郎
弥十郎（やじゅうろう）は、埼玉県越谷市の大字。郵便番号は343-0047。

## 地理
埼玉県の東部地域で、越谷市北東部の後背湿地（沖積平野）に位置する。県道沿いにはロードサイド店が多数立地する。全域が宅地化されている。南西部に大字弥十郎のごく小さな飛び地がある。
南端を御料堀が流れる。

## 歴史
かつては江戸期より存在した武蔵国埼玉郡新方領に属した弥十郎村であった。地名は開発者の名前である大房村弥十郎に因む。弥十郎村は沼谷新田とも呼ばれた。
- はじめは幕府領。以降変遷なし。なお、検地は1695年（元禄8年）に実施。
- 幕末の時点では埼玉郡に属し、明治初年の『旧高旧領取調帳』の記載によると、幕府領（代官・大竹左馬太郎支配所）[6]。
- 1868年（慶応4年）6月19日 - 武蔵知県事・山田政則（忍藩士）の管轄となる。
- 1869年（明治2年） 
  - 1月13日 - 武蔵知県事・宮原忠英の管轄区域に大宮県を設置。県庁は東京府馬喰町に置かれる。
  - 9月29日 - 県庁が浦和に置かれ浦和県に改称。
- 1871年（明治4年）11月13日 - 第1次府県統合により埼玉県の管轄となる。
- 1879年（明治12年）3月17日 - 郡区町村編制法により成立した南埼玉郡に属す。郡役所は岩槻町に設置。
- 1889年（明治22年）4月1日 町村制施行により、北川崎村、船渡村、大吉村、大松村、大杉村、弥十郎村、向畑村が合併し南埼玉郡新方村が成立、弥十郎村は新方村の大字弥十郎となる。
- 1921年（大正10年） - 桜井村大字下間久里の一部が大字弥十郎に編入される[5]。
- 1954年（昭和29年）11月3日 新方村が南埼玉郡越ヶ谷町、大沢町、増林村、桜井村、大袋村、荻島村、出羽村、蒲生村、大相模村と合併し越谷町が成立、越谷町の大字となる。
- 1958年（昭和33年）11月3日 - 市制施行により、越谷市の大字となる。
- 1968年（昭和43年）11月1日 - 大字弥十郎の一部から弥栄町一丁目から四丁目が成立したため[4]、範囲が縮小した。
- 1969年（昭和44年） - 大字弥十郎の一部を弥栄町四丁目に編入する[7]。

## 世帯数と人口
2022年（令和4年）1月1日現在の世帯数と人口は以下の通りである。
| 町丁       | 世帯数    | 人口    |
| ---------- | --------- | ------- |
| 大字弥十郎 | 2,389世帯 | 5,298人 |

## 小・中学校の学区
市立小・中学校に通う場合、学区（校区）は以下の通りとなる。
| 番地 | 小学校               | 中学校             |
| --- | -------------------- | ------------------ |
| 1〜92、109、115、118〜119、264〜269、289〜302、316〜321、332〜333、346、351、354〜361、371〜372、385〜392、416〜421、423〜424、460〜465、530〜535、538〜543、594〜600、603〜605、607〜608、642〜653、694〜738、741〜751、753〜764、766〜798、801〜808、811〜819、821〜891、893〜911、914〜9999                      | 越谷市立大沢北小学校 | 越谷市立新栄中学校 |
| 93〜108、110〜114、116〜117、120〜138、140、148〜150、161〜162、166〜167、170、176、328〜331、334〜335、337〜345、347〜350、352〜353、362〜370、373〜384、393〜415、422、425〜459、466〜529、536〜537、544〜593、601〜602、606、609〜635、641、654〜693、739〜740、752、765、799〜800、809〜810、820、892、912〜913 | 越谷市立弥栄小学校   | 越谷市立新栄中学校 |
| 139 | 越谷市立桜井南小学校 | 越谷市立新栄中学校 |
| 224、252、254〜255 | 越谷市立大沢北小学校 | 越谷市立北陽中学校 |
| 141〜147、151〜160、163〜165、168〜169、171〜175、177〜223、225〜251、253、256〜263、270〜288、303〜315、322〜327、336 | 越谷市立弥栄小学校   | 越谷市立北陽中学校 |

## 交通
地内に鉄道は敷設されていない。

### 道路
- 埼玉県道115号越谷八潮線（産業道路）
- 弥栄通り

## 施設
- アスナロ幼稚園
- 越谷警察署弥十郎交番
- 武蔵野銀行大袋支店
- 栃木銀行弥十郎支店
- 弥十郎自治会館
- 弥十郎第二自治会館
- 弥十郎公園
- 弥十郎ふれあい公園
- 弥十郎自治会中央公園
- 弥十郎第五自治会防災公園
- あすなろ公園
- 弥十郎第二公園
- 弥十郎稲荷神社